# De Motte
De Motte is een plaats (town) in de Amerikaanse staat Indiana, en valt bestuurlijk gezien onder Jasper County.

## Demografie
Bij de volkstelling in 2000 werd het aantal inwoners vastgesteld op 3234.
In 2006 is het aantal inwoners door het United States Census Bureau geschat op 4013, een stijging van 779 (24,1%).

## Geografie
Volgens het United States Census Bureau beslaat de plaats een oppervlakte van
9,3 km², geheel bestaande uit land.

## Platsen in de nabije omgeving
De onderstaande figuur toont nabijgelegen plaatsen in een straal van 24 km rond De Motte.